# Phytomyza subtilis
Phytomyza subtilis är en tvåvingeart som beskrevs av Spencer 1969. Phytomyza subtilis ingår i släktet Phytomyza och familjen minerarflugor. Inga underarter finns listade i Catalogue of Life.